# Long Tâm
Long Tâm is een phường in de thành phố Bà Rịa, in de Vietnamese provincie Bà Rịa-Vũng Tàu. Long Tâm ligt aan de Quốc lộ 56, de weg die Quốc lộ 1A bij Long Khánh met Bà Rịa verbindt.